# Ludo 2
|  | Denne artikel er oprettet af botten PalnaBot ud fra en ekstern database. Den kan derfor have sproglige fejl eller mangler. Denne skabelon kan fjernes efter kontrol af indholdet. |

Ludo 2 er en film instrueret af Gitte Villesen.

## Handling
Gitte Villesen har i en stribe videoer og installationer siden midten af halvfemserne udfoldet et ganske omfattende værk, der tematiserer relationen mellem kunstner og "objekt", samtidig med at det individuelle menneske på dokumentarisk vis sættes i centrum. Videoerne er kendetegnet ved en konceptuel distance til den traditionelle dokumentarfilm, men fremstår ikke desto mindre som kærlige, indfølte portrætter af ganske almindelige mennesker, der fortæller om facetter af deres liv. For det meste er det mennesker, Villesen kender fra sin opvækst eller sit nærmiljø, og netop denne fortrolighed er både forudsætningen for og anledningen til disse stykker "found reality" fra den danske hverdag.